# Lansium domesticum

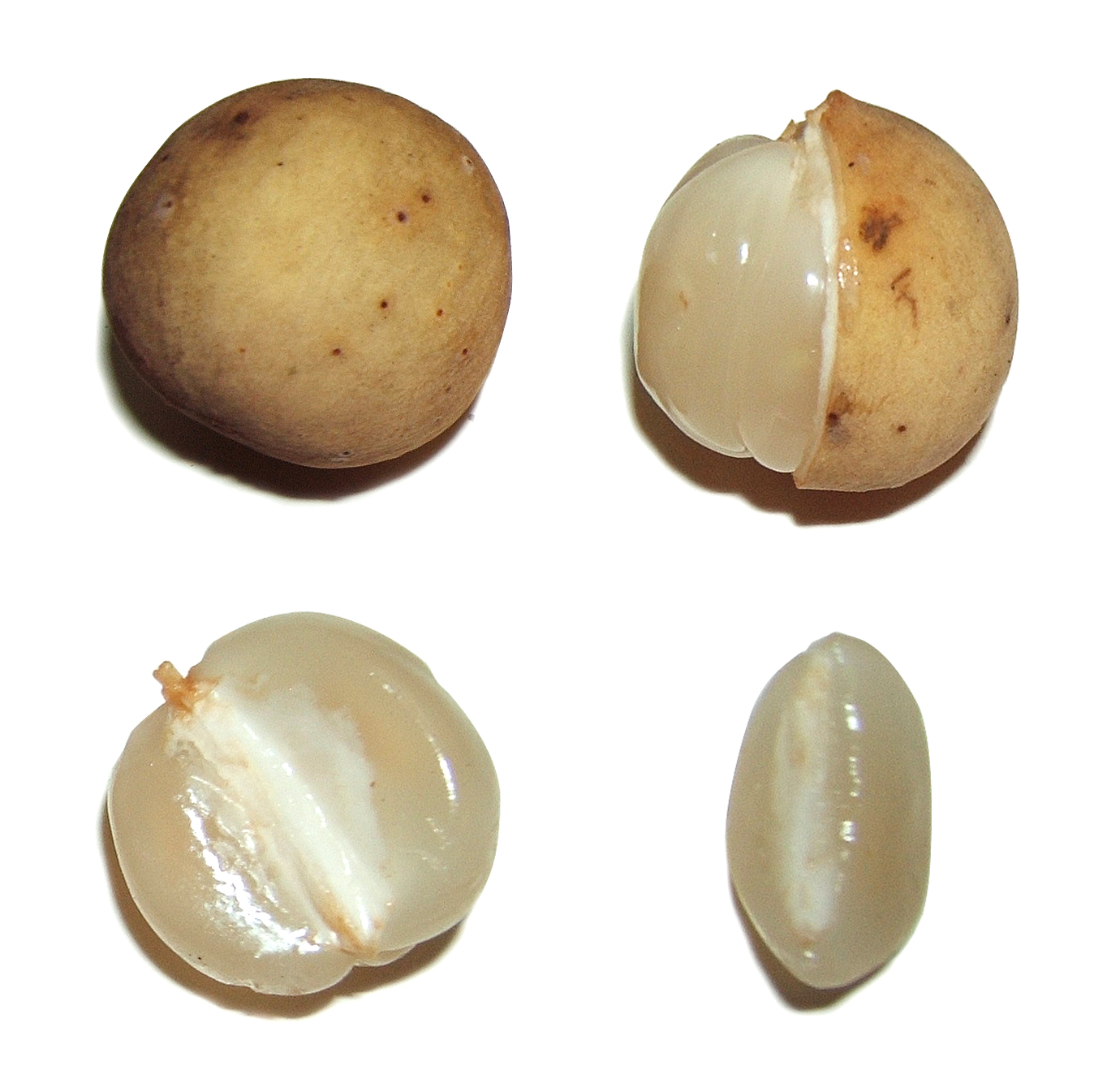
Frutos del Lansium domesticum.

Lansium domesticum, conocido comúnmente como lanzón es una especie de árbol frutal perteneciente a la familia Meliaceae.

## Descripción
Lansium domesticum es un árbol de tamaño mediano, con un tronco sencillo, que normalmente se desarrolla alcanzando de 10 a 30 metros de altura.
Tiene hojas pinnado compuestas que se desarrollan de veinte a cincuenta centímetros de longitud. Cada hoja madura tiene de cinco a siete hojitas ovoides de aspecto coriáceo de unos veinte centímetros cada una. Una vena prominente bisecciona cada una de las hojitas verde oscuro brillantes.

## Flores
Las flores del L. domesticum son bisexuales, teniendo tanto estambres como pistilos en la misma flor. Sus flores de un color amarillo pálido se encuentran agrupadas en una inflorescencia con una treintena de ellas, en la mayoría de los casos en un racimo de unos treinta centímetros de longitud.

## Fruto
Los frutos son ovoides, rendondeados con unos cinco centímetros de diámetro, normalmente se encuentran en racimos de veinte a treinta frutos. Cada uno de los frutos está cubierto por una piel gruesa, correosa de color amarillo pálido. Debajo de la piel, el fruto se encuentra dividido en cinco o seis gajos  translúcidos, pulpa jugosa. La pulpa es de gusto levemente ácido, aunque los especímenes maduros son más dulces. Aproximadamente la mitad de los segmentos tienen en su interior unas semillas verdes, tomando generalmente una porción pequeña del segmento, aunque algunas semillas toman el volumen del segmento entero. En contraste con el sabor dulce amargo de la carne de la fruta, las semillas son extremadamente amargas. El jugo que se obtiene de su pulpa es dulce, contiene sucrosa, sacarosa, fructosa y glucosa.

## Distribución
Lansium domesticum era originalmente nativo de la península malaya. 
Se cultiva agrícolamente en toda la región del sureste asiático, desde el sur de India a las Filipinas debido a sus frutos. En las Filipinas, se cultiva mayormente en la isla norte de Luzón debido a que esta planta tiene un margen estrecho de las condiciones óptimas para su supervivencia. También se encuentra en abundancia en el norte de Mindanao en lugares como Butuan, Cagayán de Oro, y Camiguín. La variedad « Camiguín » es especialmente dulce y suculenta.
Dentro del área de origen en Asia, este árbol se cultiva en  Tailandia, Vietnam y en India, además de encontrarse silvestre en Malaysia. Fuera de esta región, se ha trasplantado con éxito e introducido su cultivo en Hawái y Surinam.

## Etimología y taxonomía
Lansium domesticum se encuentra clasificado dentro de la  familia Meliaceae.
Según el país en su área de cultivo, se lo conoce como: langsat (malayo), lansones (tagalo). lanzonés (español filipino), lansa, langseh, langsep, lanzon, lanzone, lansone, longkong (tailandés), duku, kokosan (indonesio), lòn bon, Gadu Guda (tamil), y bòn bon (vietnamita). En español recibe el nombre de lanzón.